# 로보 (드라마)
《로보》(필리핀어: Lobo)는 2008년 방영된 필리핀의 드라마이다.

## 캐스트
- 피올로 파스쿠알 - 노아 오르테가
- 엔젤 록신 - 라이카 레이문도 오르테가